# Daniel al Moscovei
Daniil Aleksandrovici (rusă Даниил Александрович); (n. 1261, Vladimir, Țaratul Rusiei – d. 5 martie 1303, Moscova, Cnezatul Moscovei) a fost fiul cel mic al lui Alexandr Nevski și strămoșul tuturor Marilor Cneji ai Moscovei.

## Biografie
Prințul Daniel al Moscovei a fost al patrulea și cel mai mic fiu al lui Alexandr Nevski, celebru în istoria statului rus și a Bisericii Ortodoxe Ruse,  și a celei de-a doua soții, Prințesa Vassa. Daniel s-a născut în 1261 în Vladimir, capitala cnezatului Vladimir-Suzdal. A fost numit după celebra sa rudă, Daniel al Galiciei.
Tatăl său a murit când el avea numai doi ani. Din patrimoniul tatălui său, el l-a primit pe cel mai puțin valoros, Moscova. Atunci când el era copil, micul principat era guvernat de tiuns (deputați) numiți de unchiul său patern, Marele Cneaz Iaroslav al III-lea.
Daniel a luat parte la lupta fraților săi Dmitri de Pereslavl și Andrei de Gorodets pentru dreptul de a guverna Vladimir și respectiv Novgorod. După moartea lui Dmitri în 1294, Daniel a făcut o alianță cu Mihail de Tver și Ivan de Pereslavl împotriva lui Andrei de Gorodets al Novgorodului.
Participarea lui Daniel în lupta pentru Novgorod în 1296 a indicat creșterea influenței politice a Moscovei. Constantin, prinț Ryazan, a încercat să captureze teritoriile Moscovei, cu ajutorul unei forțe mongole. Prințul Daniel l-a învins în apropiere de Pereslavl. A fost prima victorie asupra tătarilor, deși nu a fost o victorie extraordinară ea s-a remarcat ca un prim impuls spre libertate. În 1300, el l-a luat prizonier pe conducătorul principatului Ryazan. Pentru a-și asigura eliberarea, deținutul i-a cedat lui Daniel cetatea lui de la Kolomna. A fost o achiziție importantă, Daniel controlând acum toată lungimea râului Moscova. În 1302 aliatul și nepotul său care nu avea copii, Ivan de Pereslavl, i-a lăsat lui Ivan toate teritoriile sale, inclusiv Pereslavl-Zalessky.
În timpul ocupației mongole și a războaielor pentru teritorii dintre prinții ruși, Daniel a creat pace la Moscova fără vărsare de sânge. Pe parcursul a 30 de ani de guvernare Daniel a participat la lupte numai o singură dată. Conform legendei, Daniel a fost popular și respectat de supușii săi pentru blândețea lui, umilință și pace.
Daniel este considerat fondatorul primelor mănăstiri din Moscova, dedicate Botezului Domnului și Sfântului Daniel. Pe malul drept al râului Moscova, la o distanță de 5 kilometri de Moscova, el a fondat prima mănăstire cu biserică de lemn, cu hramul Sfântul Daniel Stâlpnicul.
Daniel a murit la vârsta de 42 de ani. Înainte de a muri a devenit călugăr și, potrivit testamentului său, a fost înmormântat în cimitirul mănăstirii Sf. Daniel.

## Căsătorie și copii
Soția lui a fost Maria. Ei au avut cel puțin șase copii:
- Iuri al Moscovei (1281 – 21 septembrie 1325)
- Aleksandr Daniilovici (n  1280 d. 1308)
- Boris Daniilovici, Prinț de Kostroma (d. 1320)
- Afanasi Daniilovici, Prinț de Novgorod (d. 1322)
- Fedora Daniilovna (d. 1299); căsătorită cu Iaroslav Romanovici, Prinț de Ryazan
- Ivan I al Moscovei (1288 – 31 martie 1340)